# ГЕС Ітікіра I
ГЕС Ітікіра I (порт. Usina Hidrelétrica Itiquira І) — гідроелектростанція на півдні Бразилії у штаті Мату-Гросу. Знаходячись перед ГЕС Ітікуіра II, становить верхній ступінь в каскаді на річці Ітікіра (лівий витік Rio-Piquiri, лівої притоки Rio Sao Lourenco, що, своєю чергою, є лівою притокою Парагваю).
У межах проєкту долину річки перекрили невисокою — 15 метрів — греблею з центральною бетонною та бічними земляними частинами загальною довжиною понад 1 км. Вона утворює водосховище з площею поверхні 3,85 км та об'ємом 5 млн м3, нормальний рівень поверхні в якому становить 412 метрів НРМ, а максимальний на випадок повені не повинен перевищувати 415 метрів НРМ. Зі сховища ресурс прямує через прокладений по лівобережжю дериваційний канал довжиною 4,2 км та глибиною 4,5 метра (на завершальному етапі 6 метрів), за яким починається напірний водовід до машинного залу довжиною близько 1,4 км.
Основне обладнання станції становлять дві турбіни типу Френсіс потужністю по 30,4 МВт, які при напорі 86,8 метра повинні забезпечувати виробництво 370 млн кВт·год електроенергії на рік.
Відпрацьована вода потрапляє в дериваційний канал до наступного ступеня гідровузла — ГЕС Ітікуіра II.
Видача продукції відбувається по ЛЕП, розрахованій на роботу під напругою 230 кВ.